# FOREIGNER
『FOREIGNER』（フォーリナー）は、1985年10月21日に発売された麻倉未稀の8枚目のアルバム。発売元はCRYSTAL BIRD/キングレコード。

## 概要
タイトルの ″フォーリナー″ は、外国人のソングライターが手掛けた曲を集めた作品であるところから付けられたもの。アメリカのロックバンドボン・ジョヴィのカバー曲で、TBS系テレビドラマ『乳姉妹』(ちきょうだい) の主題歌として使用された13枚目のシングル「RUNAWAY」を含む全10曲が収録されている。多くの訳詞を麻倉自身が担当しており、ロックやダンスポップ調の楽曲を力強い歌唱で歌い上げている。
A-1「HOSANNA GLORIA」は、アメリカの夫婦デュオ Farrell And Farrell が1984年に発表したアルバム『Choices』の収録曲「Hosanna Gloria」のカバー。
A-3「NIGHT BIRD 〜PUMP IT UP〜」は、1984年にアメリカで発表されたオリジナル・エクササイズ・ビデオ『Body By Jake - DON'T QUIT』のサウンドトラック・アルバムに収録された楽曲「Pump It Up」のカバー。
B-5「MONOCHROME」はキリンビール ″プレミアム″ CMソングとして使用された。
2023年2月3日には音楽配信が開始された。

## 収録曲

### LP・CT

#### Side A
1. HOSANNA GLORIA（5:16）
作詞・作曲：DAVE ROBBWS, BOB FARRELL / 訳詞：麻倉未稀 / 編曲：佐藤準
2. RUNAWAY（3:37）
作詞・作曲：J. BON JOVI, GEORGE KARAK / 訳詞：松井五郎 / 編曲：戸塚修
  - 13枚目のシングルA面曲で、ボン・ジョヴィのカバー。
3. NIGHT BIRD 〜PUMP IT UP〜（4:04）
作詞・作曲：DANNY SEMBELLO, MICHAEL SEMBELLO, MARK HUDSON / 訳詞：麻倉未稀 / 編曲：佐藤準
4. TURNING POINT（3:37）
作詞・作曲：JILL BRYSON, ROSE McDOWALL / 訳詞：SHOW / 編曲：佐藤準
5. TWILIGHT TIME（4:37）
作詞：麻倉未稀 / 作曲：MICHAEL LIN / 編曲：冨田二郎

#### Side B
1. FIRE BALL（3:41）
作詞：阿部孝夫、麻倉未稀 / 作曲：JOEY CARBONE / 編曲：冨田二郎
2. MAGIC GAME（3:58）
作詞：麻倉未稀 / 作曲：MICHAEL LIN / 編曲：冨田二郎
3. SAY GOOD NIGHT（5:12）
作詞・作曲：JOSEPH WILLIAMS, PAUL GORDON / 訳詞：森浩美 / 編曲：佐藤準
4. HEART-ACHE（4:30）
作詞：SHOW / 作曲：JOEY CARBONE / 編曲：戸塚修
5. MONOCHROME（5:49）
作詞：麻倉未稀 / 作曲：MICHAEL LIN / 編曲：戸塚修

### CD・配信
1. HOSANNA GLORIA
2. RUNAWAY
3. NIGHT BIRD 〜PUMP IT UP〜
4. TURNING POINT
5. TWILIGHT TIME
6. FIRE BALL
7. MAGIC GAME
8. SAY GOOD NIGHT
9. HEART-ACHE
10. MONOCHROME

## 参加ミュージシャン
〈アルバムのライナーノーツより〉
- Drums：青山純、宮崎全弘、藤井章司
- Bass：DAREK JACSON、美久月千晴、長岡道夫
- Guitar：松原正樹、北島健二、土方隆行、幾見雅博
- Keyboards：国吉良一、中西康晴、永田一郎、冨田二郎
- Synthesizer：佐藤準、永田一郎、冨田二郎
- Operator：北城浩志、植竹敏之、小山田祐治、根岸貴幸、野口たかし
- Trumpet：兼崎順一、小林正弘
- Trombone：早川隆章
- Tenor sax：土岐英史、淵野繁雄
- Vocal：新井正人（#8）
- Chorus：EVE、木戸やすひろ、比山清、小出博志、東郷昌和、新倉芳美、DAREK JACSON、佐藤準

## 参考資料
- オリコン『ALBUM CHART-BOOK COMPLETE EDITION 1970-2005』オリコン・マーケティング・プロモーション、2006年4月。ISBN 978-4-87131-077-2。